# KuchenTV
KuchenTV, bürgerlich Tim Heldt (* 19. April 1995), ist ein deutscher YouTuber, bekannt für Meinungsblogs und Musikveröffentlichungen. Er ist seit 2008 aktiv.

## Karriere
Heldt begann 2008 auf YouTube mit Gaming-Inhalten und Let’s Plays, erweiterte dann auf Meinungsvideos und gelegentliche Comedy-Inhalte. Auf Twitch folgen ihm ungefähr 388.000 Menschen, auf YouTube hat er mehr als eine Million Abonnenten.
Er veröffentlichte auch eigene Musikstücke. 2025 erschien mit Dissrespekt ein Musikalbum, das er zusammen mit Twizzy und Cashisclay aufgenommen hat. Das Album erreichte in der Veröffentlichungswoche Platz 62 der deutschen Albumcharts.

## Kontroversen
KuchenTVs Meinungsäußerungen haben mitunter zu Kontroversen geführt. Bereits zu Beginn seiner Karriere machte er sich über eine damals Zwölfjährige lustig, die er „satirisch auf den Penis“ nehmen würde.
Im Jahr 2016 wurde er erstmals rechtskräftig wegen Volksverhetzung verurteilt. Er gab an, dass ihm der damals auf Twitter gepostete Witz leidtue und er deswegen den Strafbefehl akzeptiert habe. Zudem habe er noch nicht die finanziellen Mittel gehabt, um sich gegen den Strafbefehl zu wehren. Damit gilt er seitdem offiziell wegen Volksverhetzung als vorbestraft.
2018 wurde er erneut wegen Volksverhetzung zu einer Strafe von 32.000 Euro verurteilt, nachdem er in einem Stream einen antisemitischen Witz nacherzählt und als „gar nicht mal so schlecht“ befunden hatte. Zudem habe er die Schülerin, die Opfer des Witzes wurde sowie den Preis für Zivilcourage erhalten hatte, mit einem „üblen Schimpfwort“ beleidigt. Die Strafe wurde in Revision vor dem Oberlandesgericht Rostock später auf 20.000 Euro gesenkt.
Anfang Dezember 2023 wurde sein Nutzerkonto auf der Streamingplattform Twitch für unbestimmte Zeit gesperrt. Er soll die Streamerin Shurjoka „belästigt“ und „unter psychischen Druck gesetzt“ haben. KuchenTV reichte gegen die Sperrung seines Kontos Klage ein. Vor Gericht konnte Twitch nicht ausreichend darlegen, warum die Sperrung gerechtfertigt sein soll. Daraufhin wurde Twitch verpflichtet, das Nutzerkonto wieder zu entsperren.
Seit dem 3. Februar 2023 thematisiert er vermehrt Shurjoka in seinen Videos. Bis August 2024 soll er insgesamt mehr als 280 Videos auf YouTube publiziert haben. Laut Zeit Online soll davon etwa ein Drittel  Shurjoka als Haupt- oder Nebenthema enthalten. Er begründet dies damit, dass Shurjoka Teil einer intoleranten Woke-Bubble sei, und behauptet, sie stelle sich in die Opferrolle. Zudem begründet er dies damit, dass Shurjoka selbst ihn immer wieder erwähne. Heldt sieht dies auch als Teil eines YouTube-Beefs, der für beide finanziell einträglich sei.
Am 27. September 2024 war KuchenTVs Auseinandersetzung mit Shurjoka Teil der ZDF-Magazin-Royale-Sendung Gaming-Communitys: Der letzte unpolitische Ort auf Erden. Gezeigt wurden Auszüge aus dem von KuchenTV gegründeten Steam-Channel Kuchenrepublik Deutschlands Rapecake, in dem Vergewaltigungsfantasien  ausgebreitet wurden. KuchenTV gab an, dass ihm die gezeigten Threads nicht bekannt gewesen seien. Zudem habe er den Channel-Namen geändert.
Gegen KuchenTV wurde ein Strafbefehl wegen Verwenden von Kennzeichen verfassungswidriger Organisationen erlassen, gegen den er einen Einspruch einlegte. Er soll am 22. Dezember 2024 in einem Livestream „Sieg Heil“ gesagt haben. KuchenTV bestreitet dies und gibt an, sich beim Wort „Qualität“ verhaspelt zu haben.

## Diskografie

### Alben
- 2025: Dissrespekt (mit Twizzy & Cashisclay)

### Singles
- 2019: Kein Portofino (mit Timothy D)
- 2019: Viva La Despacito (mit Timothy D)
- 2020: Boykott Lovelock (mit Twizzy)
- 2020: Verbot auf Madeira (mit Timothy D)
- 2020: Fresher denn je (mit Twizzy)
- 2020: Conmigo (mit Timothy D, Muke & Joana Sofia)
- 2020: Revedtv Disstrack (mit Twizzy)
- 2023: Cosmo & Wanda (mit Till FifaGaming & Hannah Alaska)
- 2023: AdolfGotcha (mit Twizzy & Cashisclay)
- 2023: Wer ist der Nächste? (mit Twizzy & Punch Arogunz)
- 2023: Sunset Boulevard (mit Till Fifagaming & Anne)
- 2023: Tik Tal (Shurjoka Diss) (mit Twizzy & Cashisclay)
- 2023: Bambis Mutter (Freiraumreh Diss) (mit Twizzy & Cashisclay)
- 2023: Killshot (Aline Disstrack) (mit Twizzy & Cashisclay)
- 2023: Trauerspiel (Rooz Distrack) (mit Twizzy & Cashisclay)
- 2024: Komm nach Spandau (mit Twizzy & Cashisclay)